# Llac Lucille
El Llac Lucille és un llac d'1,4 km² dintre els límits municipals de Wasilla, Alaska. La major part de la riba del llac és de propietat privada (no pertany a la ciutat de Wasilla), i molts propietaris tenen petits molls per nedar, passejar en barca o atracar les embarcacions. Hi ha també un parc urbà amb una zona d'acampada. En paraules de Michelle Church, una ambientòloga local, "El Llac Lucille és bàsicament un llac mort - no pot sostenir una població pesquera". Els funcionaris estatals de medi ambient diuen que les filtracions de les clavegueres i els residus de fertilitzants van causar un creixement descontrolat de les plantes del llac, que va succionar tot l'oxigen de l'aigua i va comportar la mort periòdica dels peixos.

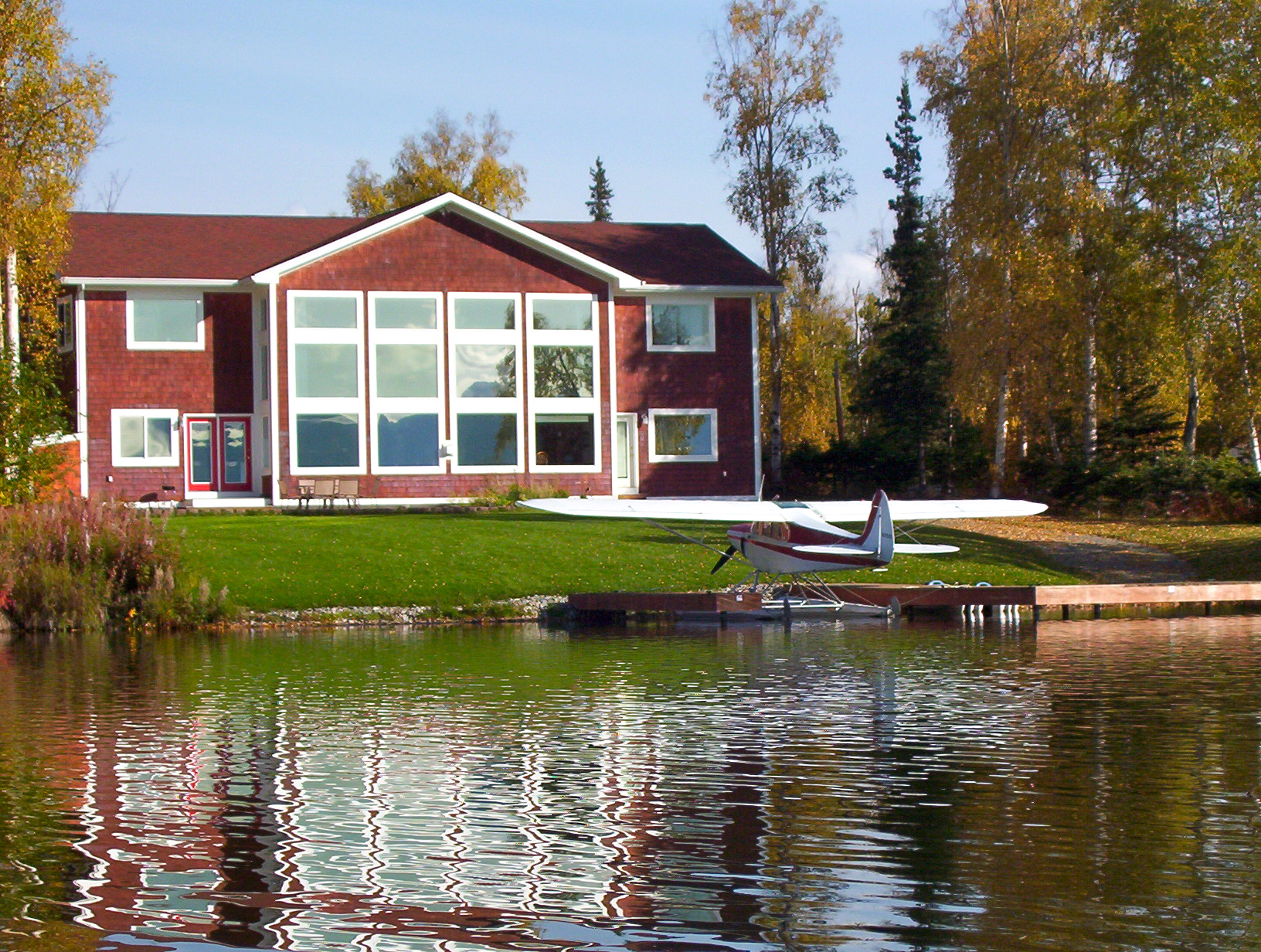
La casa de Sarah Palin és una residència típica del Llac Lucille

El Llac Lucille i el Llac Wasilla estan a tocar de la Parks Highway, la via principal per viatjar entre Fairbanks i Anchorage. Controlar els residus líquids que provenen d'aquesta autopista de sis carrils es considera la clau per preservar els llacs a Wasilla. "Tot allò que prové d'un automòbil -- oli, anticongelants, metalls pesants -- tot pot anar a parar als llacs quan plou," va observar Archie Giddings, director d'obres públiques de Wasilla.
Segons David Talbot, fundador de Salon, el llac va ser catalogat com "damnificat" el 1994 pel Departament de Conservació Mediambiental d'Alaska i el 2008 encara porta la mateixa etiqueta després de 12 anys de "creixement desenfrenat de Wasilla" amb els mandats de Sarah Palin (Octubre 1996 - Octubre 2002) i la seva successora com a alcaldessa, Dianne Keller (Octubre 2002 - Octubre 2008).
La residència privada de la que fou governadora Sarah Palin es troba a la riba del llac Lucille, que va ser el lloc on va fer el seu discurs de renúncia al càrrec de governadors, el 26 de juliol de 2009.